# Webster City (Iowa)
Webster City – miasto w Stanach Zjednoczonych, w stanie Iowa, siedziba hrabstwa Hamilton, nad rzeką Boone River. W 2000 liczyło 8 176 mieszkańców.
W Webster City urodziła się Jennifer Simpson, amerykańska lekkoatletka, specjalistka od średnich i długich dystansów.